# مرتون میلر
مرتون میلر (به انگلیسی: Merton Miller)
(۱۶ مه، ۱۹۲۳–۳ ژوئن، ۲۰۰۰) اقتصاددان آمریکایی بود که در سال ۱۹۹۰ به همراه هری مارکوویتز و ویلیام شارپ به طور مشترک موفق به دریافت جایزه نوبل در اقتصاد شدند.